# Roger Taylor (Tennisspieler)
Roger Taylor (* 14. Oktober 1941 in Sheffield, South Yorkshire) ist ein ehemaliger britischer Tennisspieler. In seiner Karriere gewann er sieben Einzel- und neun Doppeltitel.
Seinen Erfolg verbuchte er in verschiedenen Grand-Slam-Turnieren. Vor den beiden US Open erfolgen in den Jahren 1971 und 1972 im Doppel erreichte er 1967 und 1970 das Halbfinale des Wimbledon Championships in der Einzeldisziplin. 1973 erreichte die Viertel-Finals der French Open und wiederum das Halbfinale in Wimbledon. Nach ATP-Rangliste war sein höchster Einzelrang Platz elf. Vor der Einführung der ATP-Rangliste wurde er 1970 auf Ranglistenplatz 8 eingeordnet.

## Karriere
Taylor war das einzige britische Mitglied der sogenannten Handsome Eight, das von Lamar Hunt zu einer Teilnahme der neu gegründeten World Championship Tennis Tour im Jahr 1968 überredet wurde.
Bemerkenswert war Taylors Sinn für Fairness. Während seines Viertelfinalspiels gegen den 17-jährigen Wimbledon-Debütanten Björn Borg machte er sich bei Millionen von Zuschauern beliebt. Er wurde vom Schiedsrichter schon als Sieger erklärt, ehe er vorschlug den Punkt zu wiederholen, da sich der Linienrichter nicht sicher war, ob der Ball im oder außerhalb des Feldes war. Anschließend gewann der Linkshänder das Spiel.
Seinen Rücktritt aus dem Profitennis gab er 1980 bekannt. Im Zeitraum vom Februar 2000 bis Januar 2004 war er Mannschaftsführer der britischen Davis-Cup-Mannschaft. Taylor führte 1978 auch das britische Wightman-Cup-Team der Frauen zu ihrem letzten Erfolg.

## Erfolge
| Legende                 |
| Grand Slam (2)          |
| Open-Era-Turniere (16)  |
| ATP Challenger Tour (1) |

| Titel nach Belag |
| Hartplatz (1)    |
| Rasen (7)        |
| Sand (4)         |
| Teppich (6)      |

### Einzel

#### Turniersiege

##### ATP Tour
| Nr. | Datum            | Turnier        | Belag       | Finalgegner      | Ergebnis           |
| --- | ---------------- | -------------- | ----------- | ---------------- | ------------------ |
| 1.  | 10. Oktober 1968 | Port Elizabeth | Hartplatz   | Tony Roche       | 10:8               |
| 2.  | 1. Februar 1970  | Auckland       | Rasen       | Tom Okker        | 6:4, 6:4, 6:1      |
| 3.  | 11. Oktober 1970 | Midland        | Teppich     | John Newcombe    | 2:6, 7:6, 6:1      |
| 4.  | 18. April 1971   | Palermo        | Sand        | Pierre Barthès   | 6:3, 4:6, 7:6, 6:2 |
| 5.  | 27. August 1972  | Haverford      | Rasen       | Mal Anderson     | 6:4, 6:0, 6:4      |
| 6.  | 17. Februar 1973 | Kopenhagen     | Teppich (i) | Marty Riessen    | 6:2, 6:3, 7:6      |
| 7.  | 14. Juli 1973    | Newport        | Rasen       | Bob Giltinan     | 9:8, 8:6           |
| 8.  | 2. Februar 1975  | Roanoke        | Teppich (i) | Vitas Gerulaitis | 7:6, 7:6           |
| 9.  | 2. März 1975     | Fairfield      | Teppich (i) | Sandy Mayer      | 7:5, 5:7, 7:6      |

##### Challenger Tour
| Nr. | Datum            | Turnier | Belag         | Finalgegner   | Ergebnis      |
| --- | ---------------- | ------- | ------------- | ------------- | ------------- |
| 1.  | 10. Februar 1974 | Basel   | Hartplatz (i) | Petr Kanderal | 7:5, 2:6, 7:5 |

#### Finalteilnahmen
| Nr. | Datum           | Turnier       | Belag       | Finalgegner         | Ergebnis            |
| --- | --------------- | ------------- | ----------- | ------------------- | ------------------- |
| 1.  | 2. August 1969  | Hilversum (1) | Sand        | Tom Okker           | 8:10, 9:7, 4:6, 4:6 |
| 2.  | 25. Juli 1970   | Leicester     | Rasen       | Tom Okker           | 1:6, 8:10           |
| 3.  | 2. August 1970  | Hilversum (2) | Sand        | Tom Okker           | 6:4, 0:6, 1:6, 3:6  |
| 4.  | 16. August 1970 | Toronto       | Sand        | Rod Laver           | 0:6, 6:4, 3:6       |
| 5.  | 10. Juli 1971   | Newport       | Rasen       | Ken Rosewall        | 1:6, 8:9            |
| 6.  | 4. März 1973    | Chicago       | Teppich (i) | Arthur Ashe         | 6:3, 6:7(9), 6:7(2) |
| 7.  | 10. März 1973   | San Juan      | Hartplatz   | Alexander Metreweli | 4:6, 4:6, 6:0, 5:7  |
| 8.  | 15. April 1973  | Cleveland     | Teppich (i) | Ken Rosewall        | 3:6, 4:6            |
| 9.  | 23. Juni 1973   | Queen’s Club  | Rasen       | Ilie Năstase        | 8:9, 3:6            |

### Doppel

#### Turniersiege
| Nr. | Datum              | Turnier     | Belag       | Partner        | Finalgegner                      | Ergebnis                |
| --- | ------------------ | ----------- | ----------- | -------------- | -------------------------------- | ----------------------- |
| 1.  | 5. Januar 1969     | Hobart      | Rasen       | Mal Anderson   | Tony Roche Fred Stolle           | 7:5, 6:3, 1:6, 6:4      |
| 2.  | 19. April 1970     | Monte Carlo | Sand        | Marty Riessen  | Pierre Barthès Nikola Pilić      | 6:3, 6:4, 6:2           |
| 3.  | 19. Juli 1970      | Gstaad      | Sand        | Cliff Drysdale | Tom Okker Marty Riessen          | 6:2, 6:3, 6:2           |
| 4.  | 10. Juli 1971      | Newport     | Rasen       | Ken Rosewall   | John Clifton John Paish          | 7:5, 3:6, 6:2           |
| 5.  | 12. September 1971 | US Open (1) | Rasen       | John Newcombe  | Stan Smith Erik van Dillen       | 6:7, 6:3, 7:6, 4:6, 7:6 |
| 6.  | 13. August 1972    | Cleveland   | Teppich (i) | Cliff Drysdale | Frank Froehling Charlie Pasarell | 6:7, 6:3, 7:6, 4:6, 7:6 |
| 7.  | 10. September 1972 | US Open (2) | Rasen       | Cliff Drysdale | Stan Smith Erik van Dillen       | 6:4, 7:6, 6:3           |
| 8.  | 1. April 1973      | Vancouver   | Teppich (i) | Pierre Barthès | Tom Gorman Erik van Dillen       | 5:7, 6:3, 7:6           |
| 9.  | 17. Juli 1977      | Kitzbühel   | Sand        | Buster Mottram | Colin Dowdeswell Chris Kachel    | 7:6, 6:4                |

#### Finalteilnahmen
| Nr. | Jahr               | Turnier     | Belag         | Doppelpartner     | Finalgegner                  | Ergebnis           |
| --- | ------------------ | ----------- | ------------- | ----------------- | ---------------------------- | ------------------ |
| 1.  | 22. September 1968 | Los Angeles | Hartplatz     | Cliff Drysdale    | Ken Rosewall Fred Stolle     | 5:7, 1:6           |
| 2.  | 11. April 1971     | Monte Carlo | Sand          | Tom Okker         | Ilie Năstase Ion Țiriac      | 6:1, 3:6, 3:6, 6:8 |
| 3.  | 10. Mai 1971       | Rom         | Sand          | Andrés Gimeno     | John Newcombe Tony Roche     | 4:6, 4:6           |
| 4.  | 14. April 1974     | Tokio       | Hartplatz     | Juan Gisbert      | Raymond Moore Onny Parun     | 6:4, 2:6, 4:6      |
| 5.  | 16. Februar 1975   | Salisbury   | Teppich       | Jan Kodeš         | Jimmy Connors Ilie Năstase   | 6:7, 2:6           |
| 6.  | 6. November 1977   | Paris       | Hartplatz (i) | Jeff Borowiak     | Brian Gottfried Raúl Ramírez | 2:6, 0:6           |
| 7.  | 22. Januar 1978    | Baltimore   | Teppich (i)   | Antonio Zugarelli | Frew McMillan Fred McNair    | 3:6, 5:7           |